# Nights on Broadway
A Nights on Broadway a Bee Gees együttes dala, amely a Main Course című albumuk második kislemeze volt 1975-ben. A dal a kislemezen rövidített változatban, az eredeti 4:31 hosszal szemben 2:52 hosszban szerepel. A kislemezt Amerikában és Kanadában 750 ezer példányban értékesítették. A két észak-amerikai ország mellett Hollandiában is bekerült a kislemezlistán a Top 10-be.

## A kislemez dalai
A-oldal
- Nights on Broadway (Barry, Robin és Maurice Gibb) – 2:52 (ének: Barry Gibb, Robin Gibb)

B-oldal
- Edge of The Universe (Barry és Robin Gibb) – 5:21 (ének: Barry Gibb, Robin Gibb)

## Közreműködők
- Barry Gibb – ének, gitár
- Maurice Gibb – ének, gitár, basszusgitár
- Robin Gibb – ének
- Blue Weaver – billentyűs hangszerek
- Alan Kendall – gitár
- Dennis Bryon – dob
- Geoff Westley – billentyűs hangszerek
- stúdiózenekar Arif Mardin vezényletével
- hangmérnök – Karl Richardson (Criteria), Lew Hahn (Atlantic)

## Top 10 helyezés
- Kanada: 2.
- Amerika: 7
- Hollandia: 8

## A kislemez megjelenése országonként
- Japán: RSO DW 1107
- Ausztrália, Új-Zéland: RSO-Festival K-6133
- Európa: RSO 2090 171
- Egyesült Államok, Kanada: RSO SO-515